# Bargany House

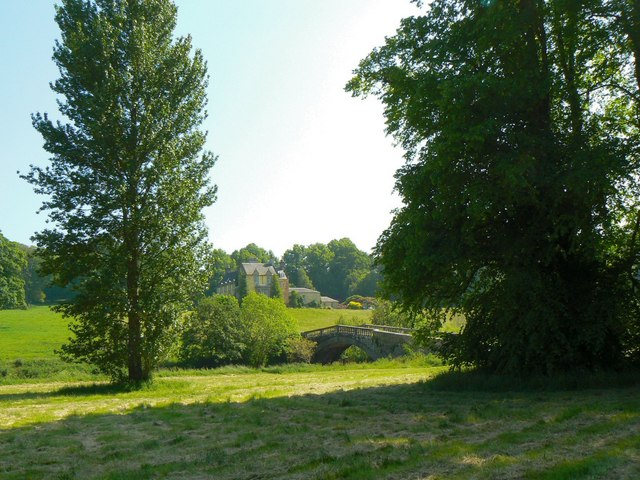
Bargany House

Bargany House ist ein zweistöckiges Herrenhaus rund zwei Kilometer nordöstlich der schottischen Ortschaft Old Dailly in der Council Area South Ayrshire. 1971 wurde das Bauwerk in die schottischen Denkmallisten in der höchsten Denkmalkategorie A, 1987 die Außenanlagen in das Inventory of Gardens and Designed Landscapes in Scotland aufgenommen.

## Geschichte
Es existiert ein Vorgängerbau von Bargany House, der heute als „Old Bargany Castle“ bezeichnet wird. Es lag etwas tiefer als Bargany House in einem Wald nahe dem Water of Girvan. Bargany House wurde um 1680 teilweise aus dem Steinmaterial dieses Gebäudes erbaut. Das alte Tower House ist weder auf Karten des 18. noch des 19. Jahrhunderts verzeichnet und heute nicht mehr erkennbar.
Nach Fertigstellung von Bargany House wurden im 17. und 18. Jahrhundert noch Stuckarbeiten ausgeführt. In den 1840er Jahren wurde das Gebäude durch hinzufügen eines Flügels substanziell erweitert. Außerdem wurde im Zuge dieser Arbeiten der Eingangsbereich verlegt. Ein einstöckiger georgianischer Anbau verbirgt heute den ehemaligen Haupteingang. Im Jahre 1977 wurde Bargany House als leerstehend und im Verfall begriffen beschrieben. Heute kann die gepflegte Parkanlage kostenpflichtig besichtigt werden. In Außengebäuden sind Ferienwohnungen eingerichtet.